# Identitatea crosei de hochei
În combinatorică identitatea:
{\displaystyle \sum _{i=r}^{n}{i \choose r}={n+1 \choose r+1}}
pentru {\displaystyle n,r\in \mathbb {N} ,\ n\geq r,} sau echivalent, imaginea în oglindă prin substituția {\displaystyle j\to i-r}:
{\displaystyle \sum _{j=0}^{n-r}{j+r \choose r}=\sum _{j=0}^{n-r}{j+r \choose j}={n+1 \choose n-r}}
pentru {\displaystyle n,r\in \mathbb {N} ,\ n\geq r} este cunoscută drept crosă de hochei, Denumirea provine din reprezentarea grafică a identității pe triunghiul lui Pascal: când sunt evidențiați termenii sumați și suma însăși, forma care apare amintește vag de o crosă de hochei.

## Demonstrații

### Generarea demonstrației funcției
Fie
{\displaystyle X^{r}+X^{r+1}+\dots +X^{n}={\frac {X^{r}-X^{n+1}}{1-X}}}
și {\displaystyle X=1+x}, și se compară coeficienții lui {\displaystyle x^{r}}.

### Demonstrații inductive și algebrice
Atât demonstrațiile inductive, cât și cele algebrice folosesc formula lui Pascal:
{\displaystyle {n \choose k}={n-1 \choose k-1}+{n-1 \choose k}.}

#### Demonstrație inductivă
Această identitate poate fi demonstrată prin inducție matematică pe n.
Cazul inițial: fie {\displaystyle n=r};
{\displaystyle \sum _{i=r}^{n}{i \choose r}=\sum _{i=r}^{r}{i \choose r}={r \choose r}=1={r+1 \choose r+1}={n+1 \choose r+1}.}
Pasul inductiv: se presupune că pentru un {\displaystyle k\in \mathbb {N} ,k\geqslant r},
{\displaystyle \sum _{i=r}^{k}{i \choose r}={k+1 \choose r+1}}
Atunci
{\displaystyle \sum _{i=r}^{k+1}{i \choose r}=\left(\sum _{i=r}^{k}{i \choose r}\right)+{k+1 \choose r}={k+1 \choose r+1}+{k+1 \choose r}={k+2 \choose r+1}.}

#### Demonstrație algebrică
Se folosește un argument telescopic⁠(d) pentru a simplifica calculul sumei:
{\displaystyle {\begin{aligned}\sum _{t=\color {blue}0}^{n}{\binom {t}{k}}=\sum _{t=\color {blue}k}^{n}{\binom {t}{k}}&=\sum _{t=k}^{n}\left[{\binom {t+1}{k+1}}-{\binom {t}{k+1}}\right]\\&=\sum _{t=\color {green}k}^{\color {green}n}{\binom {\color {green}{t+1}}{k+1}}-\sum _{t=k}^{n}{\binom {t}{k+1}}\\&=\sum _{t=\color {green}{k+1}}^{\color {green}{n+1}}{\binom {\color {green}{t}}{k+1}}-\sum _{t=k}^{n}{\binom {t}{k+1}}\\&={\binom {n+1}{k+1}}-\underbrace {\binom {k}{k+1}} _{0}&&{\text{prin telescopare}}\\&={\binom {n+1}{k+1}}.\end{aligned}}}

### Demonstrații combinatorice

#### Prima demonstrație
Se presupune că se distribuie {\displaystyle n} bomboane care nu se pot individualiza la {\displaystyle k} copii care se individualizează. Aplicând direct metoda stele și bare⁠(d), se obțin
{\displaystyle {\binom {n+k-1}{k-1}}}
moduri de a face asta. Ca alternativă, mai întâi se pot oferi {\displaystyle 0\leqslant i\leqslant n} bomboane celui mai mare, astfel încât, în esență, să se dea {\displaystyle n-i} bomboane la {\displaystyle k-1} copii, și din nou cu stele și bare și dubla numărare⁠(d), se obține
{\displaystyle {\binom {n+k-1}{k-1}}=\sum _{i=0}^{n}{\binom {n+k-2-i}{k-2}},}
care se simplifică la rezultatul dorit luând {\displaystyle n'=n+k-2} și {\displaystyle r=k-2} și observând că {\displaystyle n'-n=k-2=r}:
{\displaystyle {\binom {n'+1}{r+1}}=\sum _{i=0}^{n}{\binom {n'-i}{r}}=\sum _{i=r}^{n'}{\binom {i}{r}}.}

#### A doua demonstrație
se poate forma un comitet de mărimea {\displaystyle k+1} dintr-un grup de {\displaystyle n+1} oameni în
{\displaystyle {\binom {n+1}{k+1}}}
moduri.
Acum se distribuie numerele {\displaystyle 1,2,3,\dots ,n-k+1} la {\displaystyle n-k+1} din cei {\displaystyle n+1} oameni. Se poate diviza asta în {\displaystyle n-k+1} cazuri disjuncte. În general, în cazul în care {\displaystyle x}, {\displaystyle 1\leqslant x\leqslant n-k+1}, persoana {\displaystyle x} este în comitet, iar persoanele {\displaystyle 1,2,3,\dots ,x-1} nu sunt în comitet. Acest lucru se poate face în
{\displaystyle {\binom {n-x+1}{k}}}
moduri. Acum se pot însuma valorile acestor {\displaystyle n-k+1} cazuri disjuncte, obținând
{\displaystyle {\binom {n+1}{k+1}}={\binom {n}{k}}+{\binom {n-1}{k}}+{\binom {n-2}{k}}+\cdots +{\binom {k+1}{k}}+{\binom {k}{k}}.}